# Biłostocki
Biłostocki – polski herb szlachecki znany z jedynego wizerunku pieczętnego.

## Opis herbu
Opis z wykorzystaniem zasad blazonowania, zaproponowanych przez Alfreda Znamierowskiego:
W polu toczenica, na której zaćwieczone trzy krzyże łacińskie - jeden na górze, dwa w pas z prawej i lewej strony.

## Najwcześniejsze wzmianki
Pieczęć Lewko Daszkowicza Biłostockiego z 1527.

## Herbowni
Herb ten, jako herb własny, przysługiwał jednej tylko rodzinie herbownych:
Biłostocki.